# Hans Bake
Hans Bake (* 25. Mai 1885 in Wilsdruff; † 10. Juli 1975 in Bonn) war ein deutscher Verwaltungsjurist, Amtshauptmann, Landrat und Ministerialrat.

## Leben und Wirken
Nach Schulbesuch und Studium legte er 1913 das große juristische Staatsexamen ab. 1920 erfolgte seine Ernennung zum Regierungsrat, und von 1928 bis 1939 war er Amtshauptmann der Amtshauptmannschaft Auerbach im sächsischen Vogtland, nachdem er zuvor in Glauchau tätig war. Von Auerbach wechselte er 1939 als Landrat und Nachfolger von Fritz Baeßler in den Landkreis Leipzig. Dort blieb er bis 1942 im Amt. Danach wurde er in das Innenministerium berufen und zum Ministerialrat befördert. Nach dem Zweiten Weltkrieg lebte er in Bonn, wo er 1975 starb. Bake stand mindestens bis 1962 im Briefverkehr mit dem in der DDR lebenden ehemaligen Amtshauptmann von Annaberg, Ado von Wirsing, was zu dessen fortgesetzter Beobachtung durch das Ministerium für Staatssicherheit führte.